# Linea di successione al trono britannico

Lo stemma di re Carlo III, attuale sovrano britannico

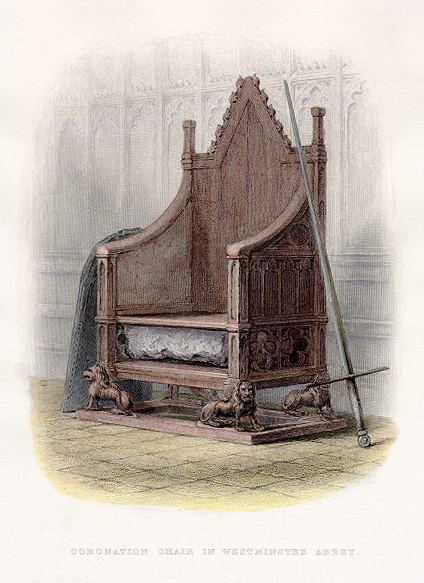
Il trono costruito nel 1296, a volte chiamato il "Coronation Chair" o "King Edward's Chair" con la Stone of Scone posizionata sotto la sella, per 700 anni utilizzata per l'incoronazione dei monarchi inglesi, del Regno di Gran Bretagna e del Regno Unito

La linea di successione al trono britannico è regolata dall'Act of Settlement del 1701, dal Succession to the Crown Act del 2013 (che ha sostituito il Royal Marriages Act del 1772) e dalla Common law.
La linea di successione è limitata agli eredi di Sofia del Palatinato. Tale norma fu stabilita nel 1701 per evitare che salisse al trono un sovrano cattolico discendente dalla famiglia Stuart.
La successione segue alcuni requisiti:
- Una persona è sempre immediatamente seguita, nella successione, dal suo discendente più diretto, con l'eccezione di eventuali legittimi discendenti che già appaiono più in alto nella linea di successione (nel caso di figli di matrimoni all'interno della stessa casata tra persone di generazioni diverse, eventualità ormai rara). I figli più grandi vengono prima dei più giovani. Per i nati prima del 28 ottobre 2011 il figlio maschio, indipendentemente dall'età, viene prima della figlia femmina; per i nati dopo questa data si segue invece il principio della primogenitura semplice.[1]
- Le prime sei persone nella linea di successione devono avere il consenso del sovrano in carica per potersi sposare, pena la decadenza dai diritti dinastici;
- Una persona nata da genitori non sposati non è inclusa nella linea di successione. L'eventuale successivo matrimonio dei genitori non modifica la situazione.

Oltre a identificare l'erede al trono, la linea di successione è utilizzata anche per selezionare gli eventuali reggenti.

## Linea di successione

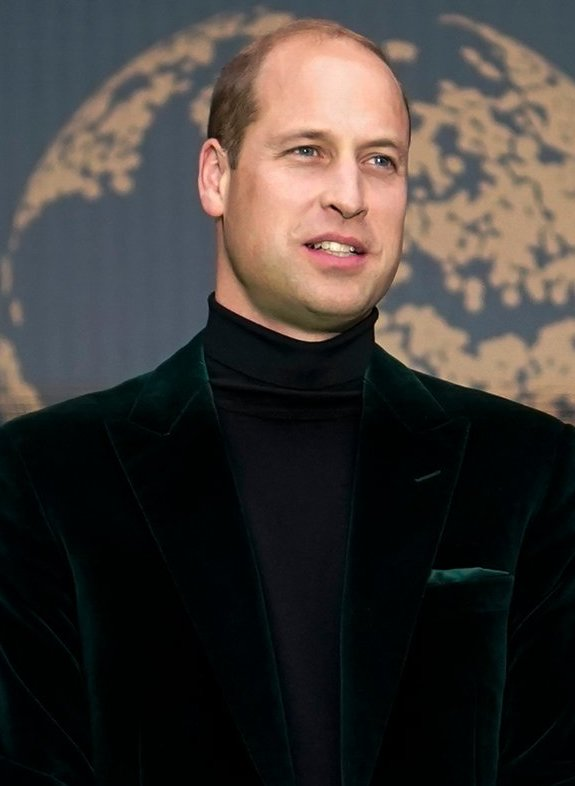
William, principe del Galles, è il primo nella linea di successione al trono britannico dal 2022, da quando suo padre Carlo III è diventato re

Sono elencate le prime 64 persone della linea di successione al trono britannico. 
La linea di successione, a partire dai discendenti di re Giorgio V del Regno Unito, è la seguente:
- S.M. re Edoardo VIII del Regno Unito (1894–1972), primo figlio di re Giorgio V del Regno Unito
- S.M. re Giorgio VI del Regno Unito (1895–1952), secondo figlio di re Giorgio V
  -  S.M. la regina Elisabetta II del Regno Unito (1926–2022), prima figlia di re Giorgio VI
    -  S.M. re Carlo III del Regno Unito, nato nel 1948, primo figlio della regina Elisabetta II, attuale sovrano del Regno Unito
      - 1. S.A.R. William, principe del Galles, nato nel 1982, primo figlio del re Carlo III
        - 2. S.A.R. il principe George di Galles, nato nel 2013, primo figlio del principe William
        - 3. S.A.R. la principessa Charlotte di Galles, nata nel 2015, figlia del principe William
        - 4. S.A.R. il principe Louis di Galles, nato nel 2018, secondo figlio del principe William

      - 5. S.A.R. il principe Henry, duca di Sussex, nato nel 1984, secondo figlio del re Carlo III
        - 6. S.A.R il principe Archie di Sussex, nato nel 2019, figlio del principe Henry
        - 7. S.A.R la principessa Lilibet di Sussex, nata nel 2021, figlia del principe Henry

    - 8. S.A.R. il principe Andrea, duca di York, nato nel 1960, secondo figlio della regina Elisabetta II
      - 9. S.A.R. la principessa Beatrice di York, nata nel 1988, prima figlia del principe Andrea
        - 10. Sienna Mapelli-Mozzi, nata nel 2021, prima figlia della principessa Beatrice
        - 11. Athena Mapelli-Mozzi, nata nel 2025, seconda figlia della principessa Beatrice

      - 12. S.A.R. la principessa Eugenia di York, nata nel 1990, seconda figlia del principe Andrea
        - 13. August Brooksbank, nato nel 2021, primo figlio della principessa Eugenia
        - 14. Ernest Brooksbank, nato nel 2023, secondo figlio della principessa Eugenia

    - 15. S.A.R. il principe Edoardo, duca di Edimburgo, nato nel 1964, terzo figlio della regina Elisabetta II
      - 16. James, conte di Wessex, nato nel 2007, figlio del principe Edoardo
      - 17. Lady Louise Windsor, nata nel 2003, figlia del principe Edoardo

    - 18. S.A.R. Anna, Principessa reale, nata nel 1950, figlia della regina Elisabetta II
      - 19. Peter Phillips, nato nel 1977, figlio della principessa Anna
        - 20. Savannah Phillips, nata nel 2010, prima figlia di Peter
        - 21. Isla Phillips, nata nel 2012, seconda figlia di Peter

      - 22. Zara Phillips, nata nel 1981, figlia della principessa Anna
        - 23. Mia Tindall, nata nel 2014, prima figlia di Zara
        - 24. Lena Tindall, nata nel 2018, seconda figlia di Zara
        - 25. Lucas Tindall, nato nel 2021, figlio di Zara

  - S.A.R. la principessa Margaret, contessa di Snowdon (1930-2002), seconda figlia di re Giorgio VI
    - 26. David Armstrong-Jones, II conte di Snowdon, nato nel 1961, figlio della principessa Margaret
      - 27. Charles Armstrong-Jones, visconte Linley, nato nel 1999, figlio di David
      - 28. Lady Margarita Armstrong-Jones, nata nel 2002, figlia di David

    - 29. Lady Sarah Chatto, nata nel 1964, figlia della principessa Margaret
      - 30. Samuel Chatto, nato nel 1996, primo figlio di Lady Sarah
      - 31. Arthur Chatto, nato nel 1999, secondo figlio di Lady Sarah
- S.A.R. il principe Henry, duca di Gloucester (1900-1974), terzo figlio maschio di re Giorgio V
  - S.A.R. il principe William di Gloucester (1941-1972), primo figlio del principe Henry
  - 32. S.A.R. il principe Richard, duca di Gloucester, nato nel 1944, secondo figlio del principe Henry
    - 33. Alexander Windsor, conte di Ulster, nato nel 1974, figlio del principe Richard
      - 34. Xan Windsor, barone Culloden, nato nel 2007, figlio di Alexander
      - 35. Lady Cosima Windsor, nata nel 2010, figlia di Alexander

    - 36. Lady Davina Lewis, nata nel 1977, prima figlia del principe Richard
      - 37. Senna Lewis, nata nel 2010, figlia di Lady Davina
      - 38. Tane Lewis, nato nel 2012, figlio di Lady Davina

    - 39. Lady Rose Gilman, nata nel 1980, seconda figlia del principe Richard
      - 40. Lyla Gilman, nata nel 2010, figlia di Lady Rose
      - 41. Rufus Gilman, nato nel 2012, figlio di Lady Rose
- S.A.R. il principe Giorgio, duca di Kent (1902-1942), quarto figlio maschio di re Giorgio V
  - 42. S.A.R. il principe Edward, duca di Kent, nato nel 1935, primo figlio del principe George
    - 43. Giorgio, conte di Sant'Andrea, nato nel 1962, primo figlio del principe Edward[5]
      - Edward, Lord Downpatrick, nato nel 1988, figlio di Giorgio EC
      - Lady Marina Windsor, nata nel 1992, prima figlia di Giorgio EC
      - 44. Lady Amelia Windsor, nata nel 1995, seconda figlia di Giorgio

    - Lord Nicholas Windsor, nato nel 1970, secondo figlio maschio del principe Edward EC
      - 45. Onorevole Albert Windsor, nato nel 2007, primo figlio di Lord Nicholas
      - 46. Onorevole Leopold Windsor, nato nel 2009, secondo figlio di Lord Nicholas
      - 47. Onorevole Louis Windsor, nato nel 2014, terzo figlio di Lord Nicholas

    - 48. Lady Helen Taylor, nata nel 1964, figlia del principe Edward
      - 49. Columbus Taylor, nato nel 1994, primo figlio di Lady Helen
      - 50. Cassius Taylor, nato nel 1996, secondo figlio di Lady Helen
      - 51. Eloise Taylor, nata nel 2003, prima figlia di Lady Helen
      - 52. Estella Taylor, nata nel 2004, seconda figlia di Lady Helen

  - 53. S.A.R. il principe Michael di Kent, nato nel 1942, secondo figlio maschio del principe George[5]
    - 54. Lord Frederick Windsor, nato nel 1979, figlio del principe Michael
      - 55. Onorevole Maud Windsor, nata nel 2013, prima figlia di Lord Frederick
      - 56. Onorevole Isabella Windsor, nata nel 2016, seconda figlia di Lord Frederick

    - 57. Lady Gabriella Kingston, nata nel 1981, figlia del principe Michael

  - 58. S.A.R. la principessa Alexandra, onorevole Lady Ogilvy, nata nel 1936, figlia del principe George
    - 59. James Ogilvy, nato nel 1964, figlio della principessa Alexandra
      - 60. Alexander Ogilvy, nato nel 1996, figlio di James
      - 61. Flora Ogilvy, nata nel 1994, figlia di James

    - 62. Marina Ogilvy, nata nel 1966, figlia della principessa Alexandra
      - 63. Christian Mowatt, nato nel 1993, figlio di Marina
      - 64. Zenouska Mowatt, nata nel 1990, figlia di Marina

Legenda:
- : simbolo di un sovrano passato.
- : simbolo del sovrano regnante.
- EC: escluso perché cattolico/a.